# Carl Graeb

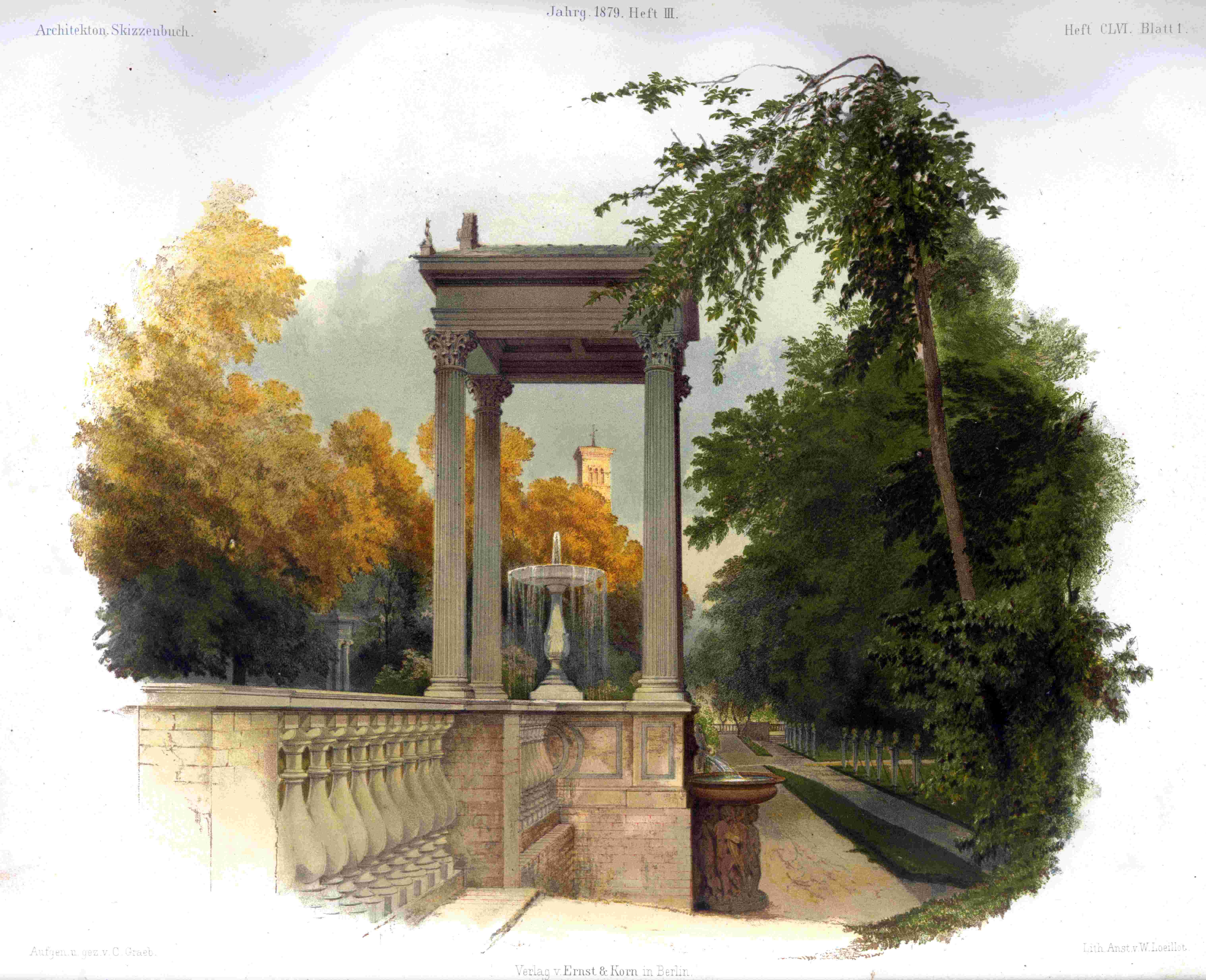
Fontainenanlagen in Sanssouci. Chromlithografie von Carl Graeb (1879) aus Architektonisches Skizzenbuch

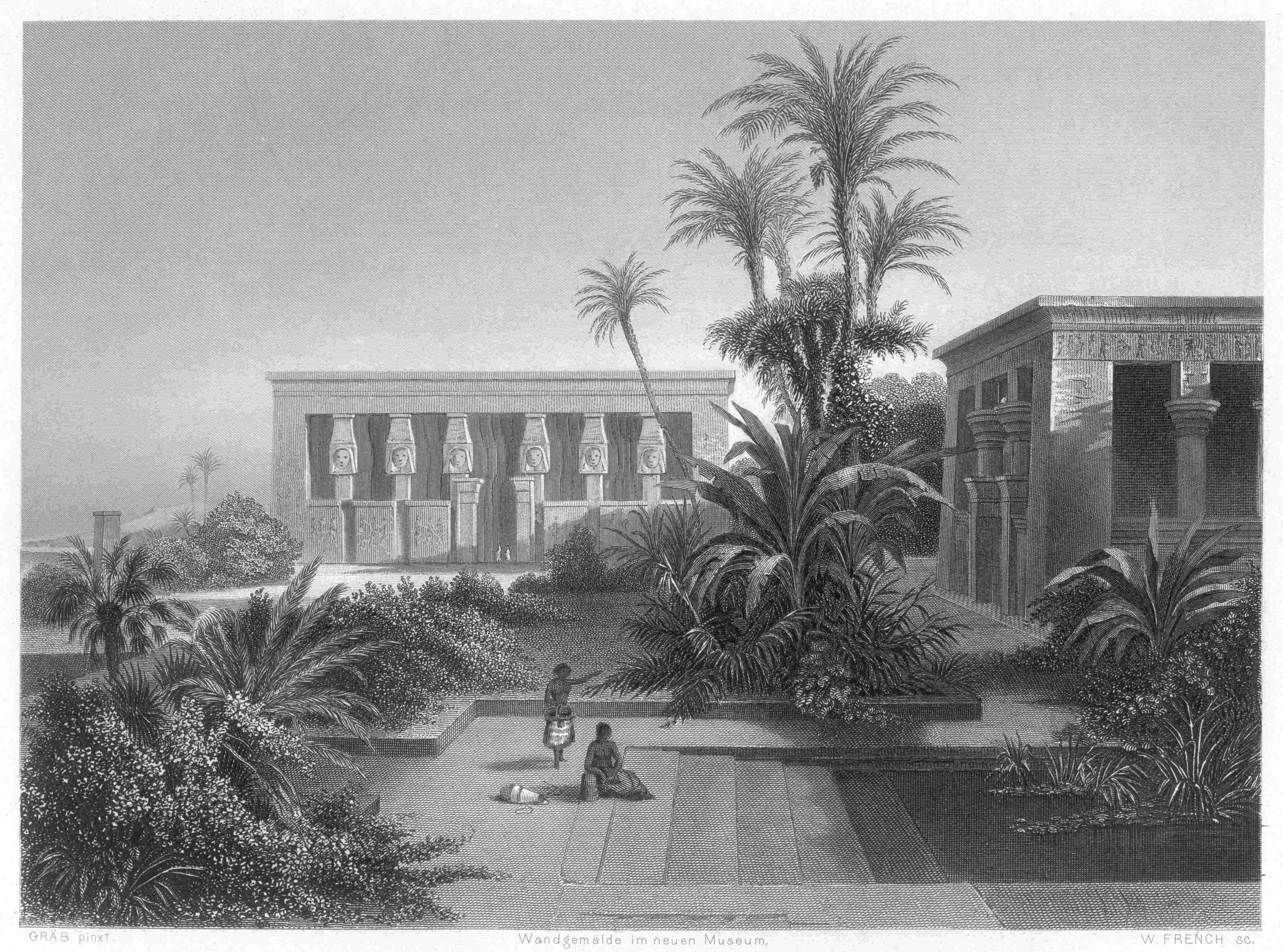
Der Hathortempel zu Dendera. Wandmalerei im Ägyptischen Hof des Neuen Museums Berlin. Stahlstich von W. French nach Carl Graeb

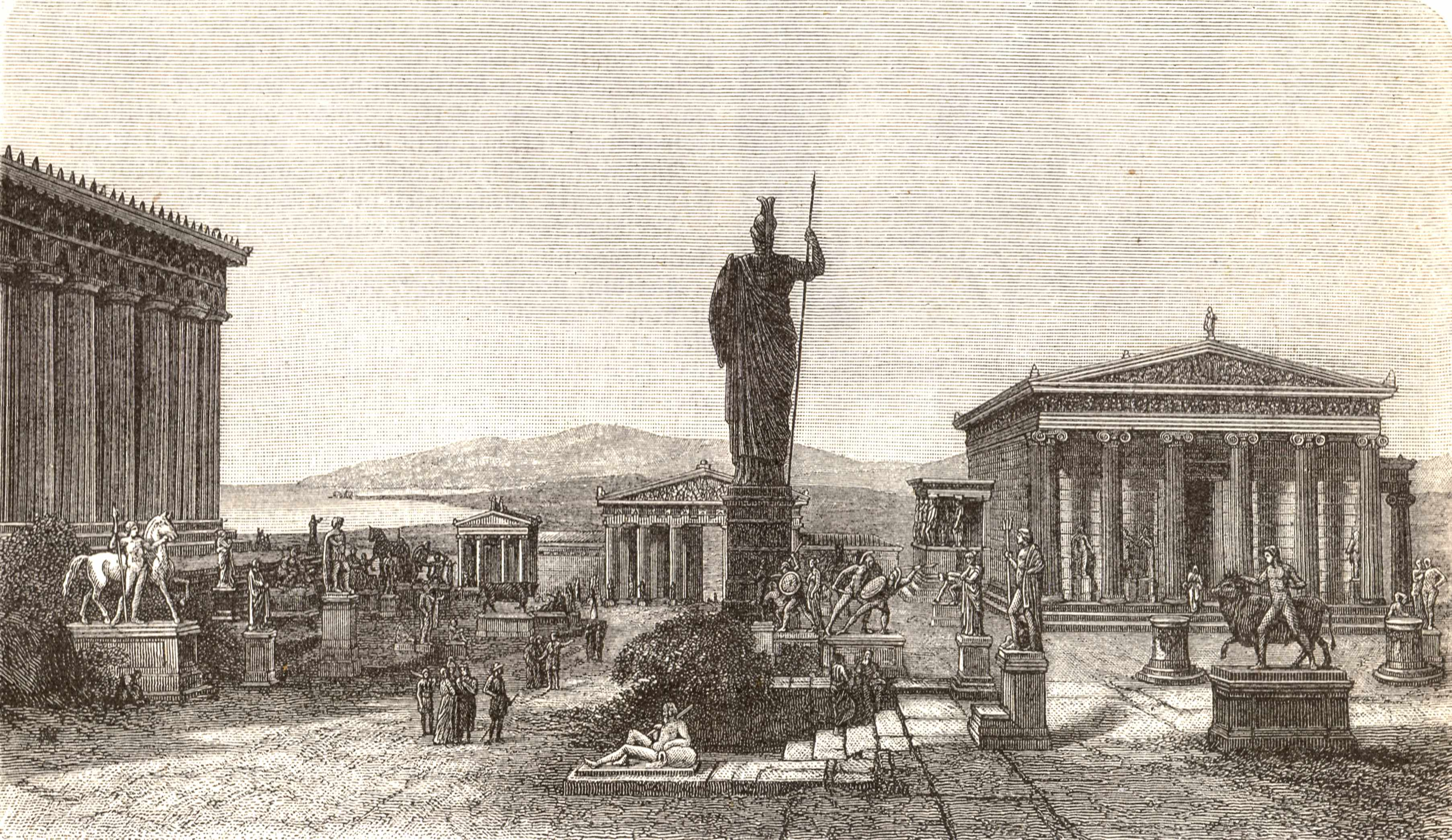
Athen mit der Akropolis. Holzstich nach dem Wandgemälde im Griechischen Saal des Neuen Museums Berlin

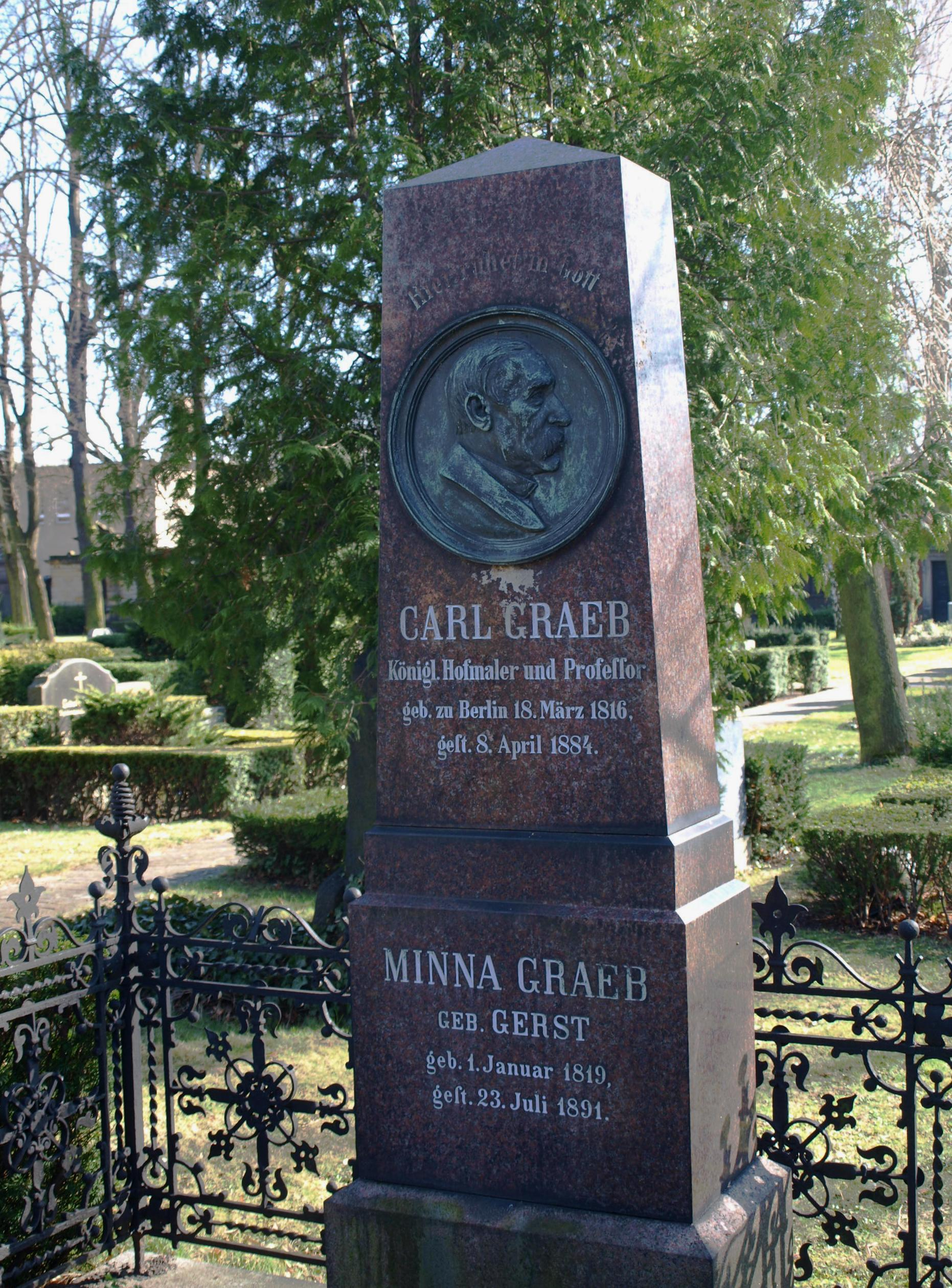
Das Grab von Carl Graeb in Berlin-Schöneberg

Carl Georg Anton Graeb (* 18. März 1816 in Berlin; † 8. April 1884 ebenda) war ein deutscher Architektur- und Theatermaler sowie Radierer, Dekorations- und Landschaftsmaler.

## Leben
Carl Graeb studierte an der Berliner Akademie bei Carl Blechen und dem Hoftheatermaler Johann Karl Jakob Gerst, seinem späteren Schwiegervater. 1838 wurde er als Theatermaler am Königsstädtischen Theater angestellt, gab die Stellung jedoch bereits nach 14 Monaten wieder auf und bereiste bis 1843 die Schweiz, Südfrankreich mit den Pyrenäen, Italien und Sizilien.

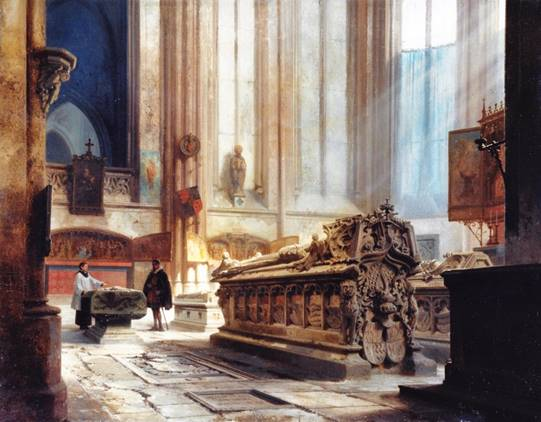
Chor der Elisabethkirche zu Marburg mit dem Grabmal des Landgrafen Ludwig II. von Hessen und seiner Gemahlin Mechthild von Württemberg, Ölgemälde, 1872

1844 bis 1852 führte er gemeinsam mit Johann Gerst ein Atelier für Dekorations- und Theatermalerei. 1851 wurde er zum Hofmaler ernannt und führte im Auftrag Friedrich Wilhelms IV. und seiner Gemahlin Elisabeth eine Sammlung von 94 Ansichten von Architekturlandschaften, unter anderem mit Motiven von Schloss Stolzenfels, Berlin, Potsdam und Umgebung sowie Charlottenburg aus. Anfang der 1850er Jahre entstanden auch drei Wandgemälde im Neuen Museum. Das 1872 entstandene Gemälde „Chor der Elisabethkirche zu Marburg mit dem Grabmal des Landgrafen Ludwig II. von Hessen und seiner Gemahlin Mechthild von Württemberg“ ist ein bedeutender Beleg für die künstlerische Darstellung mitteleuropäischer Sepulkralkultur. Es verdeutlicht Graebs hohes Interesse an Bau- und Erinnerungskunstwerken der deutschen Geschichte und reiht sich damit in seine detailgetreuen Architekturveduten ein.
1855 wurde er zum königlichen Professor und 1860 Mitglied der Akademie der Künste zu Berlin ernannt.
Carl Graeb starb 1884 im Alter von 68 Jahren in Berlin. Sein Grab befindet sich auf dem Alten Zwölf-Apostel-Kirchhof in Berlin-Schöneberg. Es handelt sich um eine Gittergrabanlage mit einem hohen gesockelten Obelisken aus braunrotem Granit als Grabdenkmal, dessen Vorderseite ein bronzenes Medaillon mit dem Porträt des Toten trägt. Auch Graebs Frau Minna geb. Gerst (1819–1891), Tochter seines Lehrers Johann Gerst, ist hier bestattet. Die letzte Ruhestätte von Paul Graeb war von 1965 bis 2015 als Ehrengrab des Landes Berlin gewidmet.
Sein Sohn Paul Graeb (* 4. Februar 1842 in Berlin; † 5. Januar 1892 in Berlin) war ebenfalls Architektur- und Landschaftsmaler.
Zwei Mappen mit Aquarellen des Muskauer Parks wurden 2018 wiederentdeckt und werden 2020 in einer Sonderausstellung in Bad Muskau präsentiert.

## Werke
- Hathortempel zu Dendera. Wandmalerei im Ägyptischen Hof des Neuen Museums, Berlin
- Athen mit der Akropolis. Wandmalerei im Griechischen Saal des Neuen Museums, Berlin
- Der heilige Hain zu Olympia. Wandmalerei im Griechischen Saal des Neuen Museums, Berlin
- um 1842 Schloss Babelsberg (verschollen)
- um 1842 Blick aus dem Schloss Babelsberg auf die Glienicker Brücke (verschollen)
- nach 1843: Landschaft bei Palermo im Abendlicht. Galerie Bassenge, Berlin
- Bornstedt (undatiert, wahrscheinlich 1848 oder 1849, Wasserzeichen von 1846). Aquarell, Feder in Grau, 31 × 44,2 cm
- Bornstedt und Belvedere vom Ruinenberg aus gesehen (Wasserzeichen von 1849). Aquarell, Feder in Grau, 30,8 × 44,2 cm (Stiftung Preußische Schlösser und Gärten Berlin-Brandenburg (SPSG))
- 1846 Charlottenburg. Schloßkapelle. Aquarell, Feder in Braun, 34,9 x 29
- 1846 Der Friedensteich mit Zivilkabinetthaus, Friedenskirche und angrenzenden Gebäuden. Aquarell, 30,7 × 44,2 cm (SPSG)
- 1846 S. Maria in Cosmedin in Rom. Öl auf Leinwand, 40 × 53 cm (SPSG)
- um 1850 Blick vom Atrium der Friedenskirche in den Marlygarten. Aquarell, Feder in Braun, 30,6 × 43,8 cm (SPSG)
- um 1850 Potsdam-Sanssouci. Die Friedenskirche von Nordost. Aquarell, Feder in Braun, 26,7 × 34,4 cm (SPSG)
- um 1852/54 Die Orangerie aus der Vogelschau von Osten mit Terrassenanlage. Aquarell, Feder in Grau und Braun, 29,7 × 51,7 cm (SPSG)
- Orangerie und Blick nach Bornstedt (Jahr ?). Aquarell, Feder in Grau, 25,5 × 35,4 cm (SPSG)
- um 1852 Bornstedt und das Belvedere auf dem Klausberg vom Abhang des Ruinenbergs gesehen. Aquarell, 30,8 × 44,2 cm (SPSG)
- 1854 Aussicht vom Kahlen Berge bei Potsdam. Aquarell, 44,3 × 55,5 cm (SPSG)
- 1854 Potsdam. Die „Acht Ecken“. Aquarell, Feder in Grau und Braun auf Papier, 30,2 × 20,2 cm (SPSG)
- 1868 Das alte Berliner Rathaus mit der Gerichtslaube. Öl auf Leinwand, 26,5 × 34,2 cm, Märkisches Museum Berlin
- 1872 Chor der Elisabethkirche zu Marburg mit dem Grabmal des Landgrafen Ludwig II. von Hessen und dessen Gemahlin Mechthild von Württemberg. Öl auf Malpappe, 31,8 × 40,1 cm.